# Монтьєль
Монтьєль (ісп. Montiel) — муніципалітет в Іспанії, у складі автономної спільноти Кастилія-Ла-Манча, у провінції Сьюдад-Реаль. Населення — 1570 осіб (2010).
Муніципалітет розташований на відстані близько 200 км на південь від Мадрида, 100 км на схід від Сьюдад-Реаля.

## Демографія
Динаміка населення (INE ):

## Галерея зображень

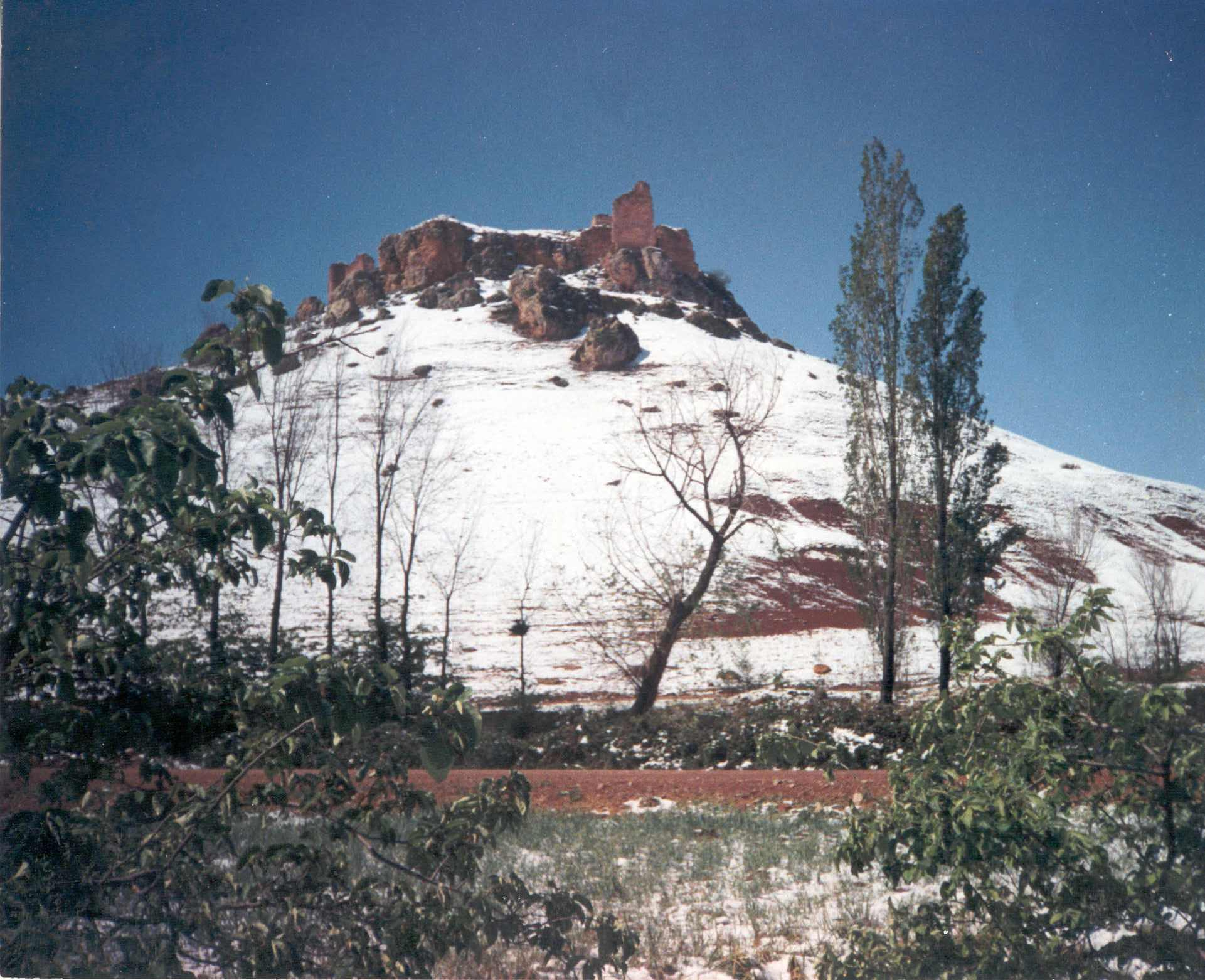
Замок Ла-Естрелья взимку